# René Preuthun
René Préuthun (født 21. april 1954) er en dansk forfatter og cykelhistoriker, som har udgivet syv bøger om emnet.
Endvidere har Préuthun skrevet flere artikler på cykel-sitet feltet.dk og er også krediteret for flere artikler i det officielle program til landevejs-VM i Danmark i 2011.
Endvidere er René Préuthun bassist og sanger i rockbandet WayBack - The hippieyears revisited.
Se: wayback.dk og facebook